# DNA Singers
DNA Singers is een Nederlands televisieprogramma dat uitgezonden wordt door RTL 4 en online te bekijken is via Videoland. De presentatie van het programma is in handen van Art Rooijakkers. Hij wordt hierbij bijgestaan door twee vaste teamleiders; tijdens de eerste twee seizoenen waren dit Jeroen van Koningsbrugge en Jaap Reesema, vanaf seizoen drie worden zij vervangen door Kees Tol en Roxeanne Hazes.

## Format
In het programma ontvangt presentator Art Rooijakkers iedere aflevering drie kandidaten die een nummer komen zingen. Deze kandidaten zijn familie van bekende Nederlandse zangers en worden enkel bij hun voornaam geïntroduceerd. Aan de hand van hints en het optreden moeten twee teams beide bestaande uit twee panelleden proberen te raden van wie de kandidaat familie is. De teams hebben vaste teamleiders: tijdens seizoen één en twee waren dit Jeroen van Koningsbrugge en Jaap Reesema vanaf het derde seizoen zijn dit Roxeanne Hazes en Kees Tol, zij hebben iedere aflevering een ander gastpanellid in hun team. Het familielid zit in een geheime ruimte in de studio mee te luisteren, hierbij is alleen een silhouet van diegene te zien.
Nadat alle drie de kandidaten gezongen hebben moet het publiek stemmen op hun favoriete kandidaat. De kandidaat die hierbij de minste stemmen heeft valt af. De panelleden krijgen dan eerst nog de kans om te raden van wie de kandidaat familie is. Hierna wordt het familielid erbij gehaald om samen met de kandidaat een duet te zingen.
De overige twee kandidaten zingen, in volgorde van wie de minste stemmen kreeg, om de beurt een duet met zijn of haar familielid dat tijdens deze optredens nog steeds in de geheime ruimte zit en hierbij alleen als schaduw te zien. Na de optredens mogen de panelleden raden van wie de kandidaten familie zijn en worden de familieleden bekendgemaakt. Om dit te bevestigen zingen de kandidaten beide om de beurt met zijn of haar familielid nog een kort duet.
Vanaf het tweede seizoen doen er iedere aflevering vier kandidaten mee en wordt er niet meer gestemd maar onthult het familielid van de kandidaat zich nadat hij of zij het duet heeft gedaan.

## Seizoensoverzicht
| Seizoen | Uitzendtijden               | Aantal afleveringen | Start seizoen     | Start seizoen | Einde seizoen    | Einde seizoen | Gemiddelde kijkcijfers |
| Seizoen | Uitzendtijden               | Aantal afleveringen | Datum             | Kijkcijfers   | Datum            | Kijkcijfers   | Gemiddelde kijkcijfers |
| ------- | --------------------------- | ------------------- | ----------------- | ------------- | ---------------- | ------------- | ---------------------- |
| 1       | Donderdag 20:30 – 22:00 uur | 7                   | 12 januari 2023   | 996.000       | 23 februari 2023 | 680.000       | 824.571                |
| 2       | Zaterdag 21:30 – 23:00 uur  | 6                   | 2 september 2023  | 788.000       | 7 oktober 2023   | 836.000       | 836.167                |
| 3       | Donderdag 20:30 – 22:00 uur | 6                   | 19 september 2024 | 890.000       | 24 oktober 2024  | 864.000       | 906.333                |

## Afleveringen

### Seizoen 1
| Afl. | Uitzenddatum     | Kandidaat    | Familie van                      | Panelleden       | Panelleden         | Kijkcijfers |
| Afl. | Uitzenddatum     | Kandidaat    | Familie van                      | Team Jeroen      | Team Jaap          | Kijkcijfers |
| ---- | ---------------- | ------------ | -------------------------------- | ---------------- | ------------------ | ----------- |
| 1    | 12 januari 2023  | Raffaela     | Kleindochter van Tineke Schouten | Gerard Joling    | Edson da Graça     | 996.000     |
| 1    | 12 januari 2023  | Shanna       | Dochter van Ben Cramer           | Gerard Joling    | Edson da Graça     | 996.000     |
| 1    | 12 januari 2023  | Patrick      | Neef van Monique Smit            | Gerard Joling    | Edson da Graça     | 996.000     |
| 2    | 19 januari 2023  | Suzanne      | Tante van Tommie Christiaan      | Nyassa Alberta   | Xander de Buisonjé | 837.000     |
| 2    | 19 januari 2023  | Sam & Robert | Broers van Nick Schilder         | Nyassa Alberta   | Xander de Buisonjé | 837.000     |
| 2    | 19 januari 2023  | Tishano      | Neef van Shirma Rouse            | Nyassa Alberta   | Xander de Buisonjé | 837.000     |
| 3    | 26 januari 2023  | Rick         | Broer van Tim Douwsma            | Holly Mae Brood  | Lex Uiting         | 915.000     |
| 3    | 26 januari 2023  | Mike         | Neef van Tania Kross             | Holly Mae Brood  | Lex Uiting         | 915.000     |
| 3    | 26 januari 2023  | Nancy        | Nicht van Joke Bruijs            | Holly Mae Brood  | Lex Uiting         | 915.000     |
| 4    | 2 februari 2023  | Tjerk        | Neef van Dries Roelvink          | Quinty Trustfull | Edson da Graça     | 752.000     |
| 4    | 2 februari 2023  | Marjorie     | Nicht van Ruth Jacott            | Quinty Trustfull | Edson da Graça     | 752.000     |
| 4    | 2 februari 2023  | Charlee      | Dochter van Marlayne Sahupala    | Quinty Trustfull | Edson da Graça     | 752.000     |
| 5    | 9 februari 2023  | Twan         | Neef van Eva Simons              | Geraldine Kemper | Berget Lewis       | 806.000     |
| 5    | 9 februari 2023  | Joop         | Neef van Justine Pelmelay        | Geraldine Kemper | Berget Lewis       | 806.000     |
| 5    | 9 februari 2023  | Robin Tess   | Dochter van Ferdi Bolland        | Geraldine Kemper | Berget Lewis       | 806.000     |
| 6    | 16 februari 2023 | Lihi         | Kleindochter van Lenny Kuhr      | Geraldine Kemper | Dave von Raven     | 786.000     |
| 6    | 16 februari 2023 | Venna        | Zus van Vajèn van den Bosch      | Geraldine Kemper | Dave von Raven     | 786.000     |
| 6    | 16 februari 2023 | John         | Neef van Jack Poels              | Geraldine Kemper | Dave von Raven     | 786.000     |
| 7    | 23 februari 2023 | Eva          | Dochter van Syb van der Ploeg    | Soy Kroon        | Dave von Raven     | 680.000     |
| 7    | 23 februari 2023 | Allany       | Zoon van Kenny B                 | Soy Kroon        | Dave von Raven     | 680.000     |
| 7    | 23 februari 2023 | Fenny        | Zus van Bonnie St. Claire        | Soy Kroon        | Dave von Raven     | 680.000     |

### Seizoen 2
| Afl. | Uitzenddatum      | Kandidaat | Familie van                     | Panelleden             | Panelleden           | Kijkcijfers |
| Afl. | Uitzenddatum      | Kandidaat | Familie van                     | Team Jeroen            | Team Jaap            | Kijkcijfers |
| ---- | ----------------- | --------- | ------------------------------- | ---------------------- | -------------------- | ----------- |
| 1    | 2 september 2023  | Cato      | Dochter van Bastiaan Ragas      | April Darby            | Lex Uiting           | 788.000     |
| 1    | 2 september 2023  | Vince     | Broer van Nielson               | April Darby            | Lex Uiting           | 788.000     |
| 1    | 2 september 2023  | Liselotte | Nicht van Desray                | April Darby            | Lex Uiting           | 788.000     |
| 1    | 2 september 2023  | Curtley   | Oom van Shary-An                | April Darby            | Lex Uiting           | 788.000     |
| 2    | 9 september 2023  | Merel     | Dochter van Monique Klemann     | Bianca Krijgsman       | Plien van Bennekom   | 716.000     |
| 2    | 9 september 2023  | Marcel    | Broer van Ernst Daniël Smid     | Bianca Krijgsman       | Plien van Bennekom   | 716.000     |
| 2    | 9 september 2023  | Destyno   | Zoon van Anita Doth             | Bianca Krijgsman       | Plien van Bennekom   | 716.000     |
| 2    | 9 september 2023  | Mouna     | Zus van Hind Laroussi           | Bianca Krijgsman       | Plien van Bennekom   | 716.000     |
| 3    | 16 september 2023 | Carlo     | Oom van Danny Froger            | Nicolette Kluijver     | Loiza Lamers         | 866.000     |
| 3    | 16 september 2023 | Geertje   | Zus van Josje Huisman           | Nicolette Kluijver     | Loiza Lamers         | 866.000     |
| 3    | 16 september 2023 | Day       | Nicht van Jennifer Ewbank       | Nicolette Kluijver     | Loiza Lamers         | 866.000     |
| 3    | 16 september 2023 | Guido     | Broer van Sita Vermeulen        | Nicolette Kluijver     | Loiza Lamers         | 866.000     |
| 4    | 23 september 2023 | Vincent   | Achterneef van Ria Valk         | Vivienne van den Assem | Klaas van der Eerden | 891.000     |
| 4    | 23 september 2023 | Rebecca   | Moeder van John West            | Vivienne van den Assem | Klaas van der Eerden | 891.000     |
| 4    | 23 september 2023 | Frans     | Vader van Roy Donders           | Vivienne van den Assem | Klaas van der Eerden | 891.000     |
| 4    | 23 september 2023 | Ché       | Nicht van Samantha Steenwijk    | Vivienne van den Assem | Klaas van der Eerden | 891.000     |
| 5    | 30 september 2023 | Bobbi     | Dochter van Lone van Roosendaal | Mischa Blok            | Howard Komproe       | 920.000     |
| 5    | 30 september 2023 | Mirjam    | Zus van René van Kooten         | Mischa Blok            | Howard Komproe       | 920.000     |
| 5    | 30 september 2023 | Olivia    | Moeder van Keizer               | Mischa Blok            | Howard Komproe       | 920.000     |
| 5    | 30 september 2023 | Nomi      | Dochter van Dewi Pechler        | Mischa Blok            | Howard Komproe       | 920.000     |
| 6    | 7 oktober 2023    | Kelsey    | Achterneef van Willeke Alberti  | London Loy             | Birgit Schuurman     | 836.000     |
| 6    | 7 oktober 2023    | Larissa   | Zus van Dwight Dissels          | London Loy             | Birgit Schuurman     | 836.000     |
| 6    | 7 oktober 2023    | Rudy      | Neef van Django Wagner          | London Loy             | Birgit Schuurman     | 836.000     |
| 6    | 7 oktober 2023    | Selina    | Achternicht van Antje Monteiro  | London Loy             | Birgit Schuurman     | 836.000     |

### Seizoen 3
| Afl. | Uitzenddatum      | Kandidaat       | Familie van                    | Panelleden          | Panelleden            | Kijkcijfers |
| Afl. | Uitzenddatum      | Kandidaat       | Familie van                    | Team Roxeanne       | Team Kees             | Kijkcijfers |
| ---- | ----------------- | --------------- | ------------------------------ | ------------------- | --------------------- | ----------- |
| 1    | 19 september 2024 | Thomas          | Zoon van René Karst            | André Hazes jr.     | Danny de Munk         | 890.000     |
| 1    | 19 september 2024 | Femke           | Zus van Elske DeWall           | André Hazes jr.     | Danny de Munk         | 890.000     |
| 1    | 19 september 2024 | Ria             | Moeder van William Spaaij      | André Hazes jr.     | Danny de Munk         | 890.000     |
| 1    | 19 september 2024 | Jonas en Marijn | Zoons van Trijntje Oosterhuis  | André Hazes jr.     | Danny de Munk         | 890.000     |
| 2    | 26 september 2024 | Dennis          | Achterneef van Charly Luske    | Nikkie de Jager     | Glen Faria            | 931.000     |
| 2    | 26 september 2024 | Hanneke         | Moeder van EliZe               | Nikkie de Jager     | Glen Faria            | 931.000     |
| 2    | 26 september 2024 | Laura           | Zus van Anniek Pheifer         | Nikkie de Jager     | Glen Faria            | 931.000     |
| 2    | 26 september 2024 | Pamela          | Dochter van Wolter Kroes       | Nikkie de Jager     | Glen Faria            | 931.000     |
| 3    | 3 oktober 2024    | Chanel          | Nichtje van Pearl Jozefzoon    | Richard Groenendijk | Morad El Ouakili      | 1.016.000   |
| 3    | 3 oktober 2024    | Gerda           | Zus van Tony Neef              | Richard Groenendijk | Morad El Ouakili      | 1.016.000   |
| 3    | 3 oktober 2024    | Coco en Cato    | Dochters van Susanna Klibansky | Richard Groenendijk | Morad El Ouakili      | 1.016.000   |
| 3    | 3 oktober 2024    | René            | Neef van Erik van der Hoff     | Richard Groenendijk | Morad El Ouakili      | 1.016.000   |
| 4    | 10 oktober 2024   | Erwin           | Broer van Dennis Weening       | Mattie Valk         | Caroline Tensen       | 933.000     |
| 4    | 10 oktober 2024   | Johnny          | Achteroom van Joan Franka      | Mattie Valk         | Caroline Tensen       | 933.000     |
| 4    | 10 oktober 2024   | Kwinten         | Broer van Esmée van Kampen     | Mattie Valk         | Caroline Tensen       | 933.000     |
| 4    | 10 oktober 2024   | Monica          | Tante van Do                   | Mattie Valk         | Caroline Tensen       | 933.000     |
| 5    | 17 oktober 2024   | Julia           | Nicht van Michel Mulder        | Shay Kreuger        | Jamie Westland        | 804.000     |
| 5    | 17 oktober 2024   | Ed              | Vader van Ruben Annink         | Shay Kreuger        | Jamie Westland        | 804.000     |
| 5    | 17 oktober 2024   | Azal            | Zus van Ammar Bozoglu          | Shay Kreuger        | Jamie Westland        | 804.000     |
| 5    | 17 oktober 2024   | Loïs            | Dochter van Linda Wagenmakers  | Shay Kreuger        | Jamie Westland        | 804.000     |
| 6    | 24 oktober 2024   | Mick            | Zoon van Leo Alkemade          | Patty Brard         | Kim-Lian van der Meij | 864.000     |
| 6    | 24 oktober 2024   | Naomi           | Nichtje van Franklin Brown     | Patty Brard         | Kim-Lian van der Meij | 864.000     |
| 6    | 24 oktober 2024   | Eva en Anne     | Zussen van Maria Fiselier      | Patty Brard         | Kim-Lian van der Meij | 864.000     |
| 6    | 24 oktober 2024   | Marleen         | Dochter van Carola Smit        | Patty Brard         | Kim-Lian van der Meij | 864.000     |

## Achtergrond
Nadat RTL 4 in het najaar van 2019 veel succes had met The Masked Singer, waarin mensen moesten raden welke bekende Nederlander in het zingende pak zit, verschenen in de jaren die volgden op die zender meerdere programma's met zo'n zelfde thema zoals de programma's I Can See Your Voice, Secret Duets en Fout maar goud. In dit programma keert dat thema wederom terug.
De eerste aflevering van het programma werd uitgezonden op donderdagavond 12 januari 2023 en werd bekeken door 996.000 kijkers, daarmee was het de zesde best bekeken programma van die dag. Het programma werd bij de kijkers positief ontvangen, waarbij de eerste aflevering bij sommige kijkers voor kippenvel zorgde.
In de zomer van 2023 werd bekendgemaakt dat het programma wegens de goede kijkcijfers verlengd zou worden. Het tweede seizoen ging op 2 september 2023 van start en werd ditmaal op de zaterdagavond uitgezonden. In juli 2024 werd door RTL bekend dat het programma verlengd zou worden met een derde seizoen, hierbij werd bekendgemaakt dat de vaste teamleiders Jeroen van Koningsbrugge en Jaap Reesema vervangen zouden worden door Kees Tol en Roxeanne Hazes. Het derde seizoen gaat op 19 september 2024 van start, hierbij keerde het programma weer terug naar de donderdagavond.

## Trivia
- Tijdens de vierde aflevering van seizoen twee, op 23 september 2023, versprak deelnemer Vincent Visser zich waardoor zijn bekende familielid al bekend was voor de onthulling.[12]